# Sissa (Burkina Faso)
Pour les articles homonymes, voir Sissa.
Sissa est une commune rurale située dans le département de Satiri de la province du Houet dans la région des Hauts-Bassins au Burkina Faso.

## Éducation et santé
Sissa accueille un centre de santé et de promotion sociale (CSPS).